# Diaulo (arquitectura)

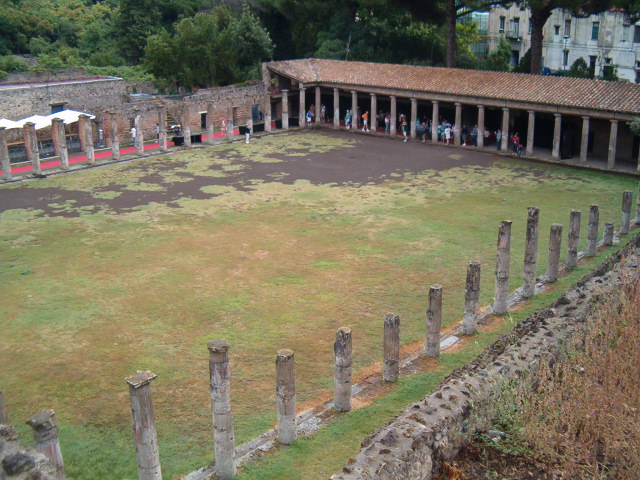
Palestra de Pompeya.

Un diaulo (del griego δι-, ‘doble,’ y αὐλός, ‘tubo’), en la  arquitectura de la Antigua Grecia, era un peristilo alrededor del gran patio de una palestra, descrito por Vitruvio (70 a. C.-15 a. C.), que medía dos estadios (370 m.) de longitud, en el lado sur este peristilo tenía dos filas de columnas, para que en tiempo de tormenta la lluvia no se introdujera en la parte interior.
Vitruvio dice que el diaulos debe contener «espaciosas exedras... con asientos, para que los filósofos, los oradores y todos los que se deleitan en el estudio puedan sentarse y mantener discusiones». El pórtico doble (sur) debe contener una gran exedra, a un lado un saco de boxeo, un baño de polvo y un lavabo de agua fría (loutron), al otro lado una sala para untarse aceite, un baño frío (frigidarium) y un pasadizo a la sala del arroyo, la sauna y la zona de lavado con agua caliente.

El Gimnasio del Teatro de Éfeso estaba rodeado por tres lados de un corredor cubierto de treinta pies de ancho (Diaulos), en cuyo centro, al fondo, se encontraban las diversas salas relacionadas con los baños.